# Relaciones Malta-Venezuela
Las relaciones Malta-Venezuela se refieren a las relaciones diplomáticas entre Malta y Venezuela.

## Historia
Malta estuvo entre los 28 países de la Unión Europea que no reconocieron los resultados de las elecciones de la Asamblea Nacional Constituyente de Venezuela de 2017. Malta tampoco reconoció los resultados de las elecciones presidenciales de Venezuela de 2018, donde Nicolás Maduro fue declarado como ganador.[cita requerida]
En 2019, durante la crisis presidencial de Venezuela, Malta reconoció a Juan Guaidó como presidente de Venezuela.